# Тарский полумарафон
Та́рский полумарафон (Открытое первенство Тарского района по полумарафону, посвящённое Дню работников нефтяной и газовой промышленности) — ежегодное соревнование по бегу в городе Тара. Проводится с 2004 года.
Старт и финиш всех забегов производится на стадионе «ОЛИМП».

## Организаторы и спонсоры
Министерство по делам молодежи, физической культуре и спорту Омской области, Администрация Тарского муниципального района. Постоянные спонсоры: «Сибнефть», «Семиреченская база снабжения», «Енисей сервис». Информационные партнёры — «ГТРК „Омск“», «Спортивная газета», газета «Тарское прииртышье».

## Виды соревнований
1. Забег на дистанцию 600 м для детей дошкольного возраста.
2. Забег на дистанцию 2014 м (массовый забег) — допускаются все желающие.
3. Забег на дистанцию 21 км 100 м (полумарафон) — от 15 лет и старше.
4. Экиден на дистанцию 21 км 100 м (эстафета) — от 15 лет и старше. Состав команды 6 человек (4 мужчины + 2 женщины).

## История
Первый Тарский полумарафон прошёл в день 410-летия города — 31 июля 2004 года. В Тару прибыли любители бега из Омска и районов области. На старт первого первенства вышло 138 участников. Со временем, количество участников увеличивалось, уже в 2007 году на старт вышло 2249 человек, а в 2011 году — 3139 участников. Организация этого спортивного праздника способствовала популяризации спорта и здорового образа жизни. Сразу же после проведения первого Тарского полумарафона в городе организовался клуб любителей бега «Пульс» под руководством тренера Александра Уткина.

## Статистика
2004
- Денис Рычков (Азово) — 55 мин. 15 сек.[прояснить] (дистанция короче стандартной)
- Нина Поднебеснова (Омск) — 1 час 9 мин. 10 сек. (дистанция короче стандартной)
- Экиден — «Сибирский нефтяник» — 53 мин. 39 сек.

2005
- Александр Писарев (Омск) — 1 час 2 мин. 42 сек.
- Юлия Ананьева (Омск) — 1 час 17 мин. 00 сек.
- Экиден — «Енисей» — 1 час 01 мин. 41 сек.

2006
- Сергей Приворотник (Омск) — 1 час 12 мин. 48 сек.
- Олеся Сырьева (Омск) — 1 час 17 мин. 25 сек.
- Экиден — «Шпильхаус» — 1 час 11 мин. 39 сек.

2007
- Борис Пехов (Муромцево) — 1 час 10 мин. 31 сек.
- Татьяна Новосельцева (Омск) — 1 час 25 мин. 55 сек.
- Экиден — «ОША» — 1 час 12 мин. 04 сек.

2008
- Борис Пехов (Муромцево) — 1 час 11 мин. 02 сек.
- Юлия Ананьева (Омск) — 1 час 25 мин. 55 сек.
- Экиден — «Шпильхаус» — 1 час 09 мин. 31 сек.

2009
- Сергей Приворотник (Саргатское) — 1 час 12 мин. 09 сек.
- Татьяна Дудкина (Тара) — 1 час 28 мин. 41 сек.
- Экиден — «Динамо» — 1 час 12 мин. 11 сек.

2010
- Денис Рычков (Сосновка) — 1 час 11 мин. 14 сек.
- Светлана Подосенова (Марьяновка) — 1 час 20 мин.17 сек.
- Экиден — «Авангард» — 1 час 12 мин. 26 сек.

2011
- Сергей Приворотник (Саргатское) — 1 час 12 мин. 00 сек.
- Марина Ковалёва (Омск) — 1 час 25 мин. 20 сек.
- Экиден — «Ритм» — 1 час 15 мин. 05 сек.

2012
- Денис Рычков (Омск) — 1 час 11 мин. 53 сек.
- Лариса Бабайлова (Омск) — 1 час 31 мин. 04 сек.
- Экиден — «Сибирский нефтяник» — 1 час 14 мин. 32 сек.

2013
- Сергей Приворотник (Саргатское) — 1 час 11 мин. 51 сек.
- Юлия Рычкова (Азово) — 1 час 31 мин. 55 сек.

2014
- Бархат Базарбаев (Омск) — 1 час 14 мин. 11 сек.
- Марина Ковалёва (Омск) — 1 час 26 мин. 07 сек.

#### 2016
- На церемонии открытии спортивного мероприятия среди прочих ежегодных гостей присутствовал известный Омский политик Андрей Голушко и телеведущий, народный артист России Леонид Якубович.